# Xevious

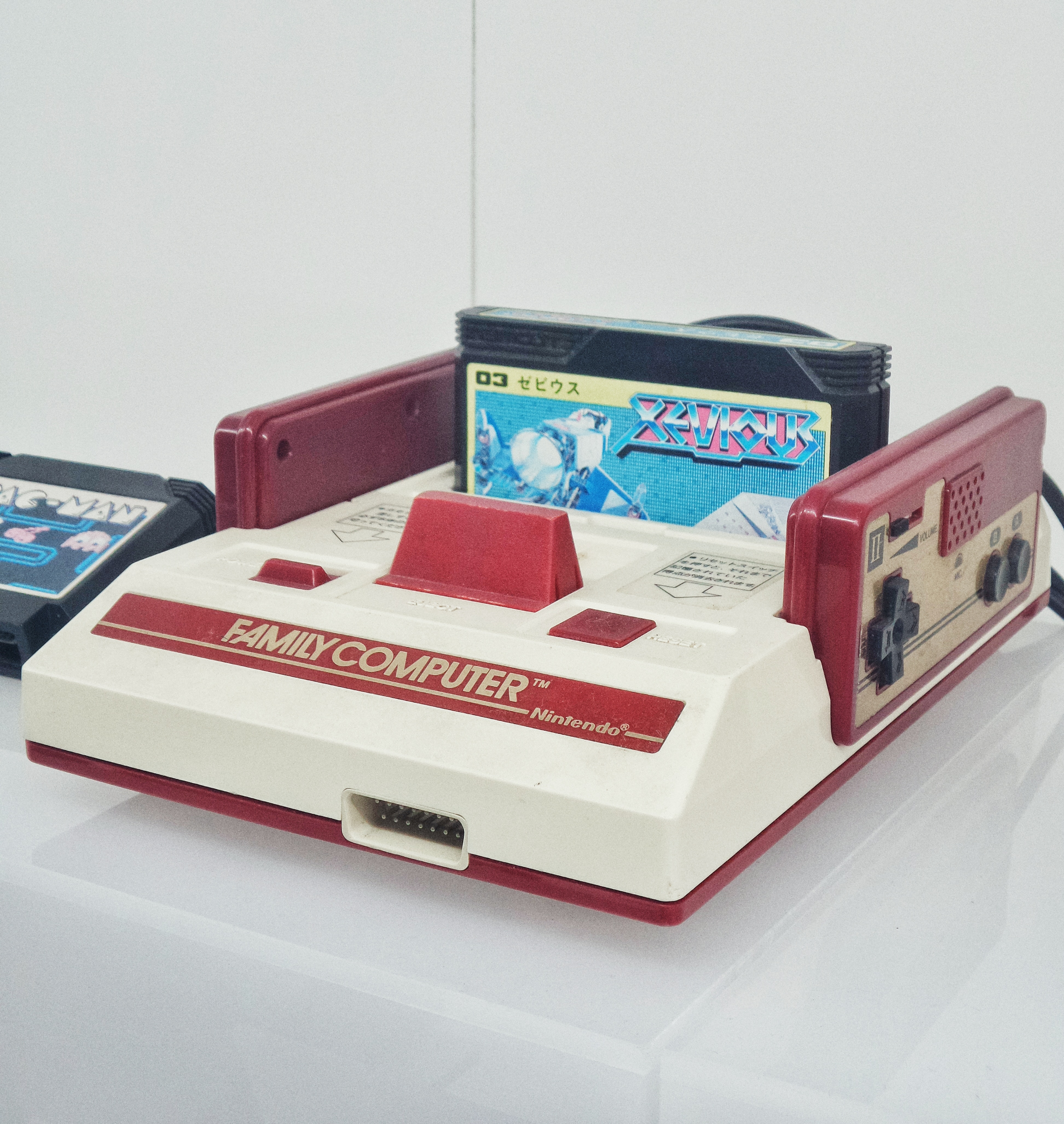

Xevious é um dos primeiros jogos eletrônicos de nave. Sucesso dos arcades e transposto para vários consoles como NES, Master System, SNES, Mega Drive e versões para PC e MSX2. Existe uma versão descoberta recentemente de Xevious para Atari 2600, mas nunca foi lançado no mercado. A versão de MSX2 chama-se Xevious: Fardraut Saga e é uma continuação da versão de Arcade com 2 modos de jogo, o modo original e outro modo com muitas inovações incluindo mais 3 naves espaciais diferentes para o jogador escolher além da original Solvalou.
No Brasil, esse jogo também é conhecido como Columbia. Xevious foi projetado por Masanobu Endoh.
O jogo foi refeito em 3D para o Nintendo 3DS com o título 3D Classics: Xevious, disponível no Japão em 7 de junho e em 21 de julho de 2011 na América e Europa.